# کای زنکو-جی

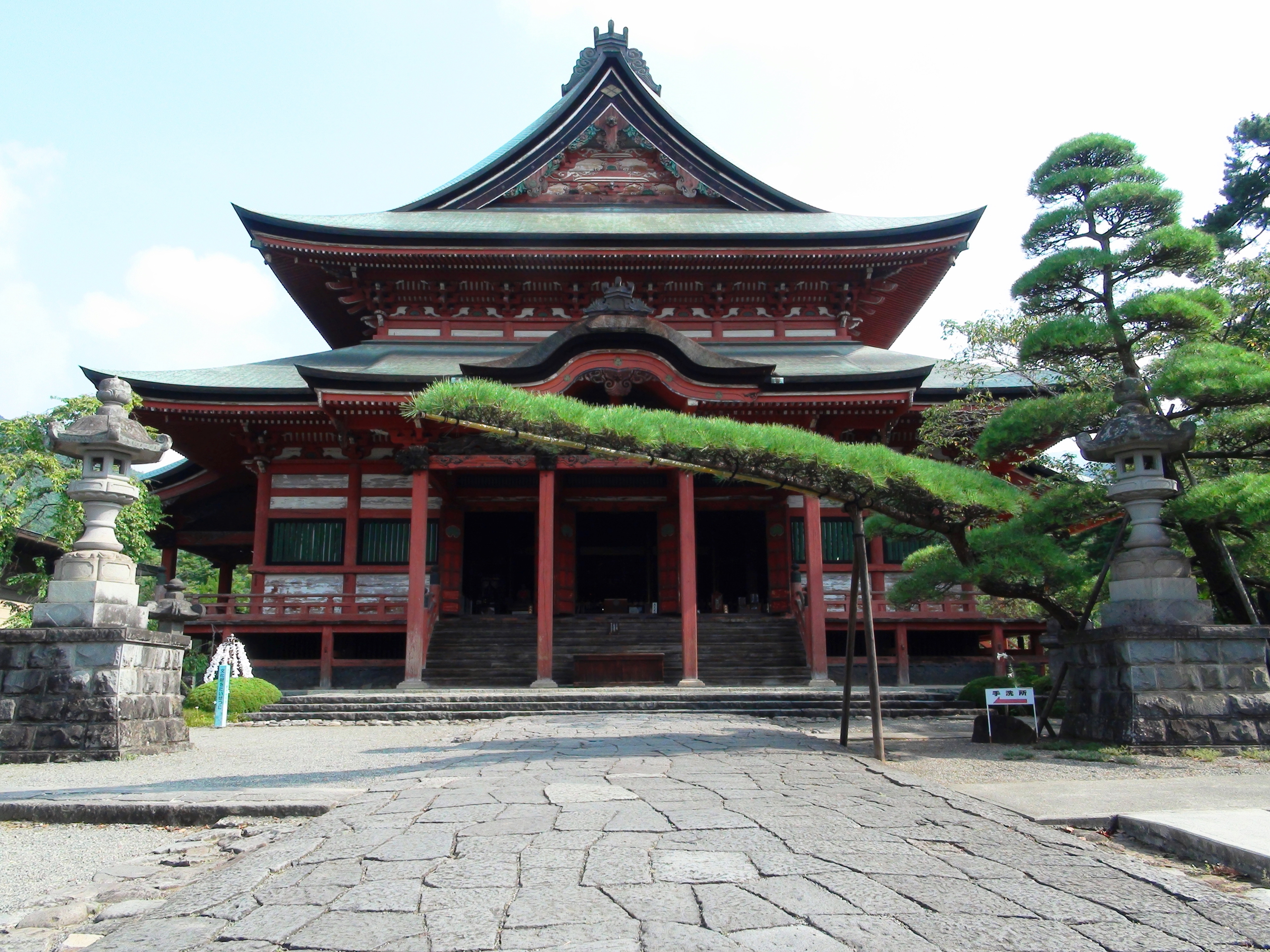
معبد کای زنکوجی

کای زنکو-جی (به ژاپنی: 甲斐善光寺 Kai Zenkō-ji)، برای متمایز کردن آن از معابدی با همین نام زنکو-جی، معبدی از فرقه جودو واقع در کوفو استان یاماناشی، ژاپن است.